# Gabrielli

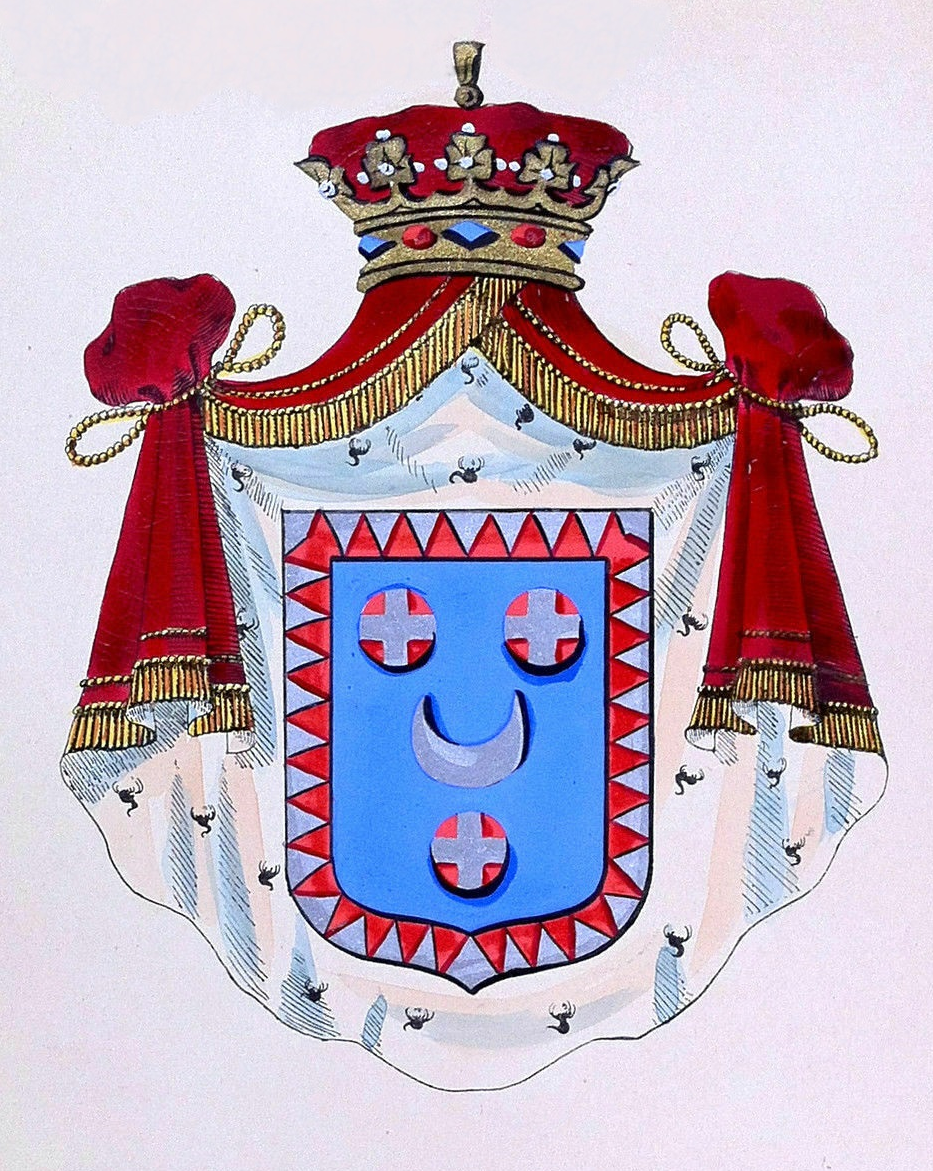
Grande stemma di Casa Gabrielli (ramo dei principi di Prossedi, Roccasecca e Pisterzo

I Gabrielli (anche conosciuti come Gabrielli di Gubbio) sono una famiglia feudale originaria di Gubbio (Umbria), considerata una delle più antiche d'Italia.

## Origini
Alcuni genealogisti fanno risalire le loro origini all'epoca romana, sostenendo che i Gabrielli discendano e traggano il nome da sant'Eudossia Gabriella, nipote dell'Imperatore Caracalla. Ciò tuttavia non è supportato da alcuna prova, e i primi documenti storici che menzionano la famiglia sono del X secolo, quando Cante Gabrielli ottenne da papa Stefano VII alcuni castelli nell'Italia centrale, tra i quali quello di Luceoli, che fu ribattezzato Cantiano (da Cante).

## Personaggi
La famiglia accrebbe nei secoli il suo potere e prestigio, e molti suoi membri si distinsero nei campi della politica, della sfera militare, della diplomazia, della scienza, dell'arte, della religione:

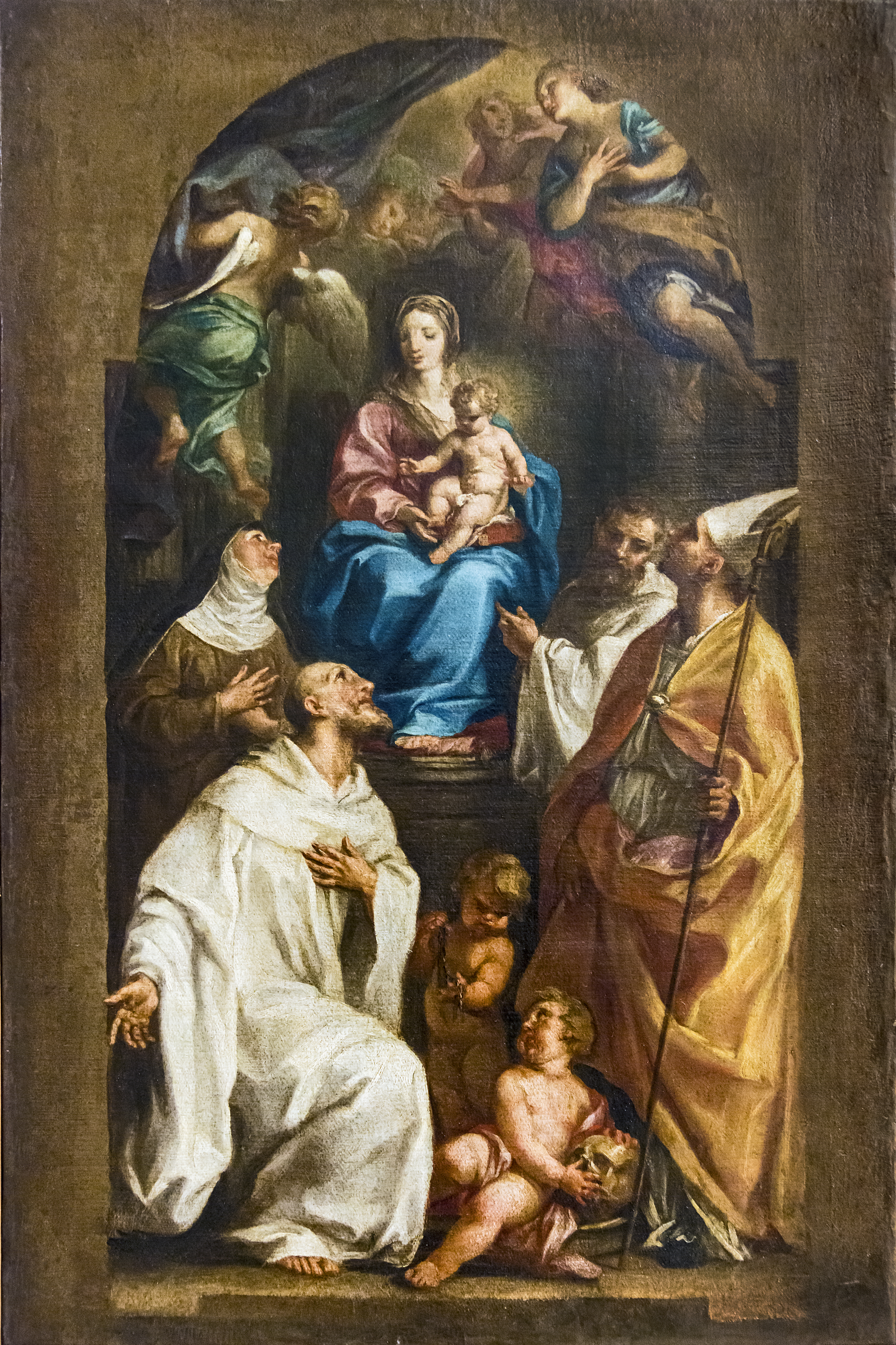
Pompeo Batoni, Madonna in trono con santi e beati della famiglia Gabrielli di Gubbio, 1736, Venezia, Gallerie dell'Accademia

- Cante Gabrielli (considerato il capo stipite), fu vassallo di Alberico I di Spoleto. Nel 915, partecipò col suo Signore e sotto le insegne pontificie alla battaglia del Garigliano in cui la Lega Cristiana voluta dal Papa liberò l'Italia dai Saraceni. Per aver successivamente liberato il papa Stefano VII dall'oppressione di Ugo d'Arles, venne ricompensato dal Pontefice col Vicariato di Gubbio e col vicino feudo appenninico di Luceoli, confermatigli poi anche dall'imperatore Ottone I di Sassonia. Nel 930, fu nominato protospatario di Alberico II di Spoleto, figlio di Alberico I.
- Forte Gabrielli (?-1040), fece vita eremitica sulle montagne intorno a Gubbio, tra il Monte Cucco e il Monte Catria; successivamente diventò monaco benedettino a Fonte Avellana. Morì il 9 maggio 1040 e fu beatificato da papa Benedetto XIV il 17 marzo 1756. Il suo corpo è ancora esposto e venerato nella cattedrale di Gubbio.
- San Rodolfo Gabrielli (1034-1064), nel 1054 donò il suo castello di Camporeggiano a san Pier Damiani e si fece monaco benedettino nel monastero di Fonte Avellana. Fu nominato vescovo di Gubbio nel 1061 e morì il 17 ottobre 1064. Fu poi canonizzato.
- Pietro Gabrielli (?-1040), fratello di Rodolfo, anch'egli monaco benedettino nel monastero di Fonte Avellana, fu beatificato.
- Girolamo Gabrielli fu condottiero di mille cavalieri alla prima crociata. Secondo una tradizione non documentata fu il primo crociato a entrare nel Santo Sepolcro durante l'assedio di Gerusalemme (1099). Fu uno dei luogotenenti di Goffredo di Buglione.
- Graziano Gabrielli fu vescovo di Ferrara dal 1070 al 1083.
- Addo Gabrielli fu Vescovo di Piacenza dal 1096 al 1118.
- Cante Gabrielli (1260 ca. – post 1322) fu Capitano Generale della Lega Guelfa e Podestà di Firenze, Fossombrone, Roccacontrada, Siena, Orvieto, Lucca e Pistoia. Fu Signore di Gubbio, Pergola e Cantiano. Fu gonfaloniere di papa Bonifacio VIII e poi consigliere dei papi Clemente V e Giovanni XXII. Condannò Dante Alighieri all'esilio per baratteria e il poeta si vendicò dando l'allusivo nome di Rubicante al diavolo che lui stesso incontra nella bolgia dei barattieri (canti XXI e XXII dell'Inferno). Giosuè Carducci, poeta vincitore del Premio Nobel nel 1906, dedicò un sonetto a Cante Gabrielli.
- Jacopo Gabrielli (1295-1363), figlio di Cante, fu Signore di Cantiano, podestà di Bologna, Siena e Firenze, Conservatore dello Stato di Firenze, senatore di Roma e Rettore del Patrimonio di San Pietro.
- La beata Castora Gabrielli fu terziaria francescana. Morì il 14 giugno 1391 e fu successivamente beatificata.
- Giovanni di Cantuccio Gabrielli, conte di Borgovalle, fu signore di Gubbio dal 1350 al 1354.
- Paolo Gabrielli (?-1380), fu vescovo di Lucca dal 1374 al 1380. Morì a Perugia e fu sepolto nella cattedrale di quella città.
- Gabriello Gabrielli (?-1384), figlio di Necciolo, fratello di Francesco, fu vescovo e Signore di Gubbio dal 1381 al 1384. Fu vicario generale per la diocesi di Roma e Signore di Cantiano, dove si spense pieno di giorni e di buone opere[1], ricordato dai suoi sostenitori come padre della patria eugubina[2].
- Francesco Gabrielli (?-1400), figlio di Necciolo, fratello di Gabriello, fu governatore di Gubbio, podestà di Pergola e Siena, senatore di Roma, Signore di Cantiano. Ebbe da papa Bonifacio IX la nomina a senatore dell'Urbe e la condotta di 100 lance, confermate poi al figlio Giovanni.
- Caterina Gabrielli di Montevecchio fu sposa di Antonio, fratello di Isotta degli Atti, signora di Rimini come sposa di Sigismondo Pandolfo Malatesta[3].
- Ottaviano Gabrielli di Montevecchio (?-1510), conte di San Lorenzo, fu sposo di Caterina Gonzaga.
- Cleofe Borromeo Gabrielli (1440-1495) fu una poetessa rinascimentale.
- Gabriele de' Gabrielli di Fano (1445-1511), chiamato "Il Cardinal d'Urbino", fu vescovo di Urbino dal 1504 fino alla morte. Consigliere ed amico di papa Giulio II, fu da lui creato cardinale nel 1505, e morì nel Palazzo Apostolico a Roma.
- Trifone Gabrielli (1470-1549) fu un celebre umanista rinascimentale.
- Girolamo Gabrielli (1523-1570) fu Governatore di Perugia e del Montefeltro; nominato generale dell'esercito della Repubblica di Venezia, ebbe da Marcantonio Bragadin il comando dell'artiglieria della città di Famagosta durante l'assedio ottomano; vi morì nel novembre del 1570, assistito dal vescovo Gerolamo Ragazzoni, e fu sepolto nella cattedrale di San Nicola, oggi moschea di Lala Mustafa Pasha.
- Giulio Gabrielli partecipò il 7 ottobre 1571 alla battaglia di Lepanto, imbarcato sulla galeazza di Marcantonio Colonna (Capitana di Sua Santità); gli fu affidato il comando delle rambate (castello di prora), assieme a Lelio Massimo, Biagio Capizucchi e Francesco Naro[4][5].
- Ortensia Gabrielli de' Principi di Gubbio[6], fu moglie di Agostino Chigi, erede del nonno, Agostino "il Magnifico"[7]. La figlia di Ortensia, Clarice Chigi, nel 1579 alienò al cardinale Alessandro Farnese la villa fuori Porta Settimiana, che da lui prese il nome di Farnesina.[8]
- Francesco Gabrielli, conte di Baccaresca, servì come generale delle truppe italiane durante la guerra del Portogallo e cadde nella battaglia di Alcazarquivir nel 1578.
- Bartolomeo Gabrielli, conte di Baccaresca (1566–1633), di Gubbio, prestò servizio come Capitano Generale del Contado Venassino.
- Ippolito Gabrielli, della "nobilissima città d'Eugubbio", abiurò l'"idolatra papistica religione" e abbracciò il Protestantesimo in Basilea, per entrare poi al servizio della casa d’Orange e stabilirsi ad Arnhem, in Olanda, dove morì dopo il 1653[9]. Gli fu dedicato un libretto di Carmina Gratulatoria (1652), in latino, greco, italiano, francese e tedesco, connesso al suo insegnamento nell'Academia Basileense (Università di Basilea), uno dei più antichi centri di propagazione della Riforma[10].
- Giulio Gabrielli il Vecchio (1604-1677) fu creato cardinale nel 1641.
- Prudenza Gabrielli Capizucchi (1654-1709), poetessa, fu la prima donna ammessa all'Accademia dell'Arcadia (1695), con il nome di "Elettra Citeria".
- Pompeo Camillo di Montevecchio (1662-1752), figlio del conte Annibale e di Cornelia de' Pazzi, fu poeta àrcade con il nome di Fertilio Lileo.
- Pietro Gabrielli, II principe di Prossedi (1746-1824), nobile e politico.
- Giulio Gabrielli il Giovane (1746-1822) servì come cardinale Segretario di Stato dal 26 marzo 1808 al 25 luglio 1814.
- Giulio Gabrielli di Montevecchio-Martinozzi-Benedetti (Giulio di Montevecchio) (1780-1844), principe di Umbriano e duca di Ferentillo, fu amico del Foscolo, con il quale convisse a Pavia e Milano tra il 1808 e il 1810[11][12].
- Pompeo Gabrielli (1780-1861) dei principi di Prossedi, militare e politico, fu il primo laico a entrare nel governo pontificio in qualità di Ministro delle Armi, ricoprendo tale carica dal gennaio al marzo 1848.
- Rodolfo Gabrielli di Montevecchio (1802-1855), considerato un eroe del Risorgimento, combatté nella prima guerra di indipendenza, distinguendosi a Santa Lucia (1848) e alla battaglia della Sforzesca (1849), dove comandò il reggimento Piemonte Reale Cavalleria. Inviato in Crimea come generale dell'esercito sardo-piemontese, fu mortalmente ferito alla Cernaia il 16 agosto 1855 e morì due mesi dopo all'ospedale di Balaclava.
- Nicolò Gabrielli (1814-1891), conte, fu un noto musicista e compositore alla corte dell'imperatore francese Napoleone III.
- Placido Gabrielli (1832-1911), IV principe di Prossedi, figlio di Carlotta Bonaparte, fu fondatore e primo presidente del Banco di Roma, Senatore di Roma e consigliere municipale dell'urbe. Il 1º febbraio 1856 sposò alle Tuileries Augusta Bonaparte, ospite del prozio Napoleone III.
- Randolo Gabrielli-Wiseman (1843-1928), figlio di Fanny Wiseman, sorella del cardinale Wiseman, arcivescovo di Westminster, combatté a Castelfidardo (1860) come volontario nelle truppe papaline, e a Mentana (1867) dove servì nel battaglione degli Zuavi pontifici[13].
- Cante Gabrielli di Montevecchio-Martinozzi-Benedetti (1897-1918), figlio del duca Astorre e della principessa Olga Spada-Veralli, caduto sul Monte Grappa, medaglia di bronzo al valor militare. In sua memoria fu istituito dai genitori l'Istituto Cante di Montevecchio di Fano.

## Rami
Dal ceppo principale di Gubbio, la famiglia si divise in vari rami:
- Gabrielli di Roma, cosiddetti Gabrielli della Regola, trasferitisi nella Città eterna con Francesco di Necciolo Gabrielli, da cui discendono, mossero dal feudo storico di Cantiano e da Gubbio, verso la fine del XIV secolo; Giovanni Gabrielli, figlio di Francesco, consolidò i rapporti col papato e il suo potere in Urbe, acquisendo - tra l'altro - le storiche proprietà nel rione Colonna; questo ramo acquisì grande importanza ed ebbe tra i suoi membri diversi cardinali di cui uno che fu Segretario di Stato. Molti membri furono senatori di Roma ed ebbero molte cariche civili e militari concesse dalla Sede Apostolica. Essendo dunque casata benemerita dello Stato Pontificio ottenne dal Papa prima il titolo di marchese, poi il titolo di principe romano. Due membri di questo ramo sposarono due principesse appartenenti alla famiglia Bonaparte. Questo ramo, estintasi nel 1911 con Placido Gabrielli la linea dei principi di Prossedi, è perpetuato nei di Carpegna-Falconieri-Gabrielli, che ne sono i primogeniti in linea maschile e che rinunciarono nel 1741 al proprio cognome e titolo per divenire conti sovrani di Carpegna: in seguito anche questo ramo ottenne il titolo principesco;
- Gabrielli di Fano, ramo che si stabilì a Fano, nelle Marche, porta il titolo di conte, il nome di Gabrielli-Wiseman, ed è imparentato con Nicholas Patrick Stephen Wiseman, cardinale e scrittore inglese vissuto nel XIX secolo;
- Gabrielli di Montevecchio, stabilitisi prima a Pergola e poi a Fano, portano i titoli di duca e conte; nel 1746 questo ramo ereditò nome, titolo, stemma e patrimonio della casa Martinozzi di Fano, da cui un secolo prima era uscita Laura, duchessa consorte di Modena (1655-1662), poi reggente il Ducato (1662-1674), e madre di Maria Beatrice, regina d'Inghilterra dal 1685 al 1688; nel 1804 lo stesso ramo ereditò dalla casa Benedetti di Spoleto i titoli di principe di Umbriano, duca di Ferentillo e conte di San Michele;[14] nel 1847, a seguito della vendita di alcuni territori, quest'ultimo titolo comitale, con breve di papa Pio IX in data 1º ottobre, passò a Louis Désiré de Montholon-Sémonville, unitamente a quello di principe di Umbriano e di Precetto;[15]
- Gabrielli della Quercita, ramo che si stabilì nel Regno delle Due Sicilie e proveniente da quello romano; porta i titoli di conte Gabrielli e barone di Quercita;
- un ultimo ramo, infine, si stabilì in epoca medievale in laguna, dove talvolta sono indicati col cognome di Gabriel o Cabriel: a Venezia risultano aggregati al patriziato almeno dal 1297 e rimasero in Maggior Consiglio per mezzo millennio, fino alla caduta della Repubblica. Nel 1506 questo ramo ereditò dai Mauruzi da Tolentino la contea di Aviano, avendo i fratelli Angelo e Cristoforo sposato le sorelle Vittoria e Bortola da Tolentino, figlie di Lancillotto di Cristoforo di Niccolò da Tolentino, celebre condottiero rinascimentale[16]. Un ramo collaterale si portò a Capodistria, dove diede alla città vari vescovi.

Tutti i rami portano il titolo originario di patrizio di Gubbio.

## Luoghi e Architetture
Palazzi
- Palazzo Gabrielli-Borromeo
- Palazzo Gabrielli-Mignanelli
- Palazzo Montevecchio Chiovenda
- Palazzo Orsini-Taverna, già Gabrielli

Ville
- Villa Gabrielli al Gianicolo
- Villa Gabrielli a Marino